# Pleyben
Pleyben (bret. Pleiben) – miejscowość i gmina we Francji, w regionie Bretania, w departamencie Finistère.
Według danych na rok 1990 gminę zamieszkiwało 3446 osób, a gęstość zaludnienia wynosiła 45 osób/km² (wśród 1269 gmin Bretanii Pleyben plasuje się na 143. miejscu pod względem liczby ludności, natomiast pod względem powierzchni na miejscu 13.).
W Pleyben urodził się arcybiskup Papeete Paul-Laurent-Jean-Louis Mazé SSCC.